# Samsung Galaxy S9
Samsung Galaxy S9 — смартфон дев'ятого покоління лінійки Galaxy S компанії Samsung. Смартфон надійшов у продаж у березні 2018 року. У грудні 2017 року розпочалося виробництво. Презентація нових моделей пройшла 25 лютого 2018 року, а у продаж вони надійшли вже 16 березня. Вже 26 лютого 2018 року телефони можна було передзамовити на офіційному сайті Самсунг за ціною 27 999 гривень за молодшу модель і 31 999 гривень — за старшу Galaxy S9+, що трохи більше, ніж за Galaxy S8 рік тому.

## Екран
Екран має таку ж роздільність 2960×1440 пікселів (співвідношення сторін — 18,5:9), що й у попередньої моделі Samsung Galaxy S8, проте нижньої рамки немає, а верхня ще зменшилася. Таким чином, екран займає 90% передньої панелі, проти 84% у попередньої моделі. Щільність пікселів складає 570 ppi. Новий флагман має екран Super AMOLED. Діагональ екрана S9 — 5,8 дюйма, а в старшої версії S9+ — 6,2 дюйма. 

## Камера
Основна камера Galaxy S9 отримала два нововведення: власну DRAM-пам'ять на сенсорі та змінну діафрагму з двома ступенями (f/1,5 та f/2,4). Присутня також оптична стабілізація та система фокусування Dual Pixel.
Професійний режим дозволяє налаштувати витримку, ISO і баланс білого. Ще передбачені вибір діафрагми, ручне фокусування з Focus Peaking (підсвічування зони фокусування) і знімання в RAW для подальшого оброблення. 
Смартфон пише 4К-відео з частотою 60 кадрів в секунду. Підтримуються 10-бітна глибина кольору і кодування HEVC, що зменшує вагу відеофайлів.

## Процесор
Станом на жовтень 2017 року Samsung викупив усю партію цього процесора у його виробника Qualcomm. Так само було із Samsung Galaxy S8, коли Samsung викупив всі Qualcomm Snapdragon 835 для нього, а LG довелося використати старий Snapdragon 821 у своєму новому телефоні LG G6.
Samsung Galaxy S9 вийшов у двох модифікаціях з різною «начинкою». Версія з чипсетом Qualcomm Snapdragon 845 була доступна обмежено — тільки в США та Китаї. У Європі ж продається модель з власним процесором Samsung — Exynos 9810 Octa. 

## Samsung Galaxy S9 Mini
До виходу моделі Samsung Galaxy S9 була інформація, що з'явиться версія із мінімальними габаритами Samsung Galaxy S9 Mini. Про характеристики майже нічого не було відомо, крім розміру дисплея 5" і те, що начинка, швидше всього буде подібна до флагмана. Проте модель Samsung Galaxy S9 Mini так і не була випущена.

## Тактична версія
Існує тактична версія смартфону Samsung Galaxy S9. В ній, зокрема, реалізований віртуальний Ethernet-протокол RNDIS для передачі даних поверх USB-інтерфейсу.

## Історія
Як часто буває у таких випадках, зовнішній вигляд і характеристики потрапляють в інтернет ще до офіційного анонсу. Так, станом на листопад 2017 року вже були відомі характеристики й були опубліковані перші фото наступного флагмана компанії.